# Chorizo

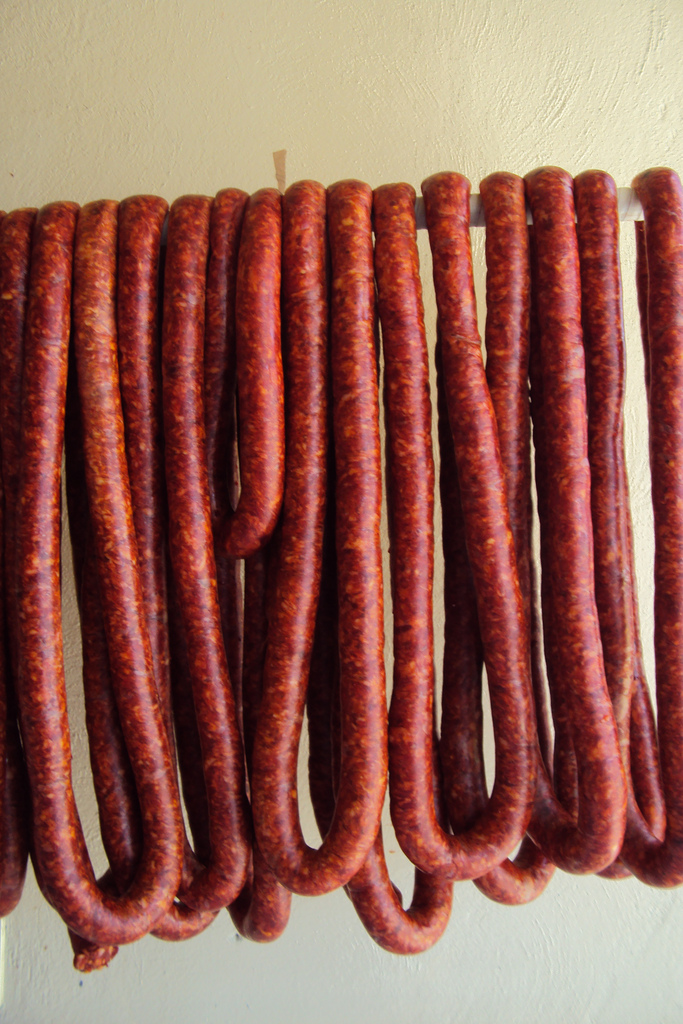
Chorizo kolbász, (Mexikó)

A chorizo (ejtsd: [tʃo'ɾiθo]) a spanyol, főként az asztúriai konyha egyik jellegzetes kolbászterméke, amely nagyon hasonlít a magyar füstölt kolbászhoz. Asztúriai neve chorizu.

## Elkészítése
Disznóhúst és zsírt darálnak egybe, majd ezt paprikával, fokhagymával, vöröshagymával ízesítik, bélbe vagy gyomorba töltik, és megfüstölik.